# Наиль
Наи́ль (араб. نائل‎) — мужское имя арабского происхождения, в переводе означает «достигающий успеха», «достижение цели», «добивающийся», «приобретающий», «достойный подарка», «польза».
Распространено у многих народов, исповедующих ислам (особенно у татар и башкир, азербайджанцев, турок).